# Сексуальні іграшки

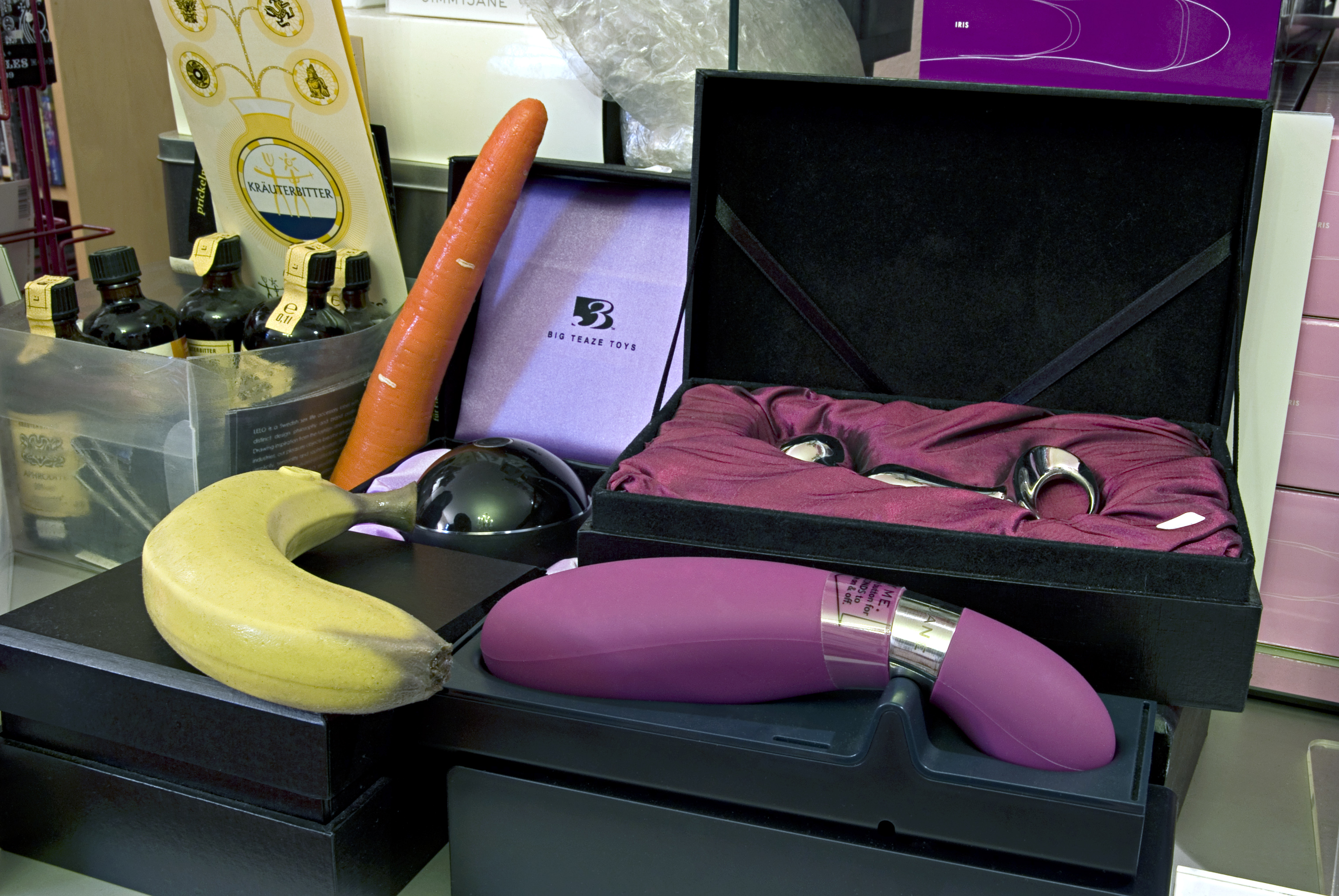
Різноманітність сексуальних іграшок

Сексуа́льні і́грашки — об'єкти та пристосування для задоволення еротичних і сексуальних потреб. До цієї категорії належать вібратори, фалоімітатори, страпони, батоги, нашийники й маски, ланцюги та наручники, ремені й пряжки, еротичний одяг спідня білизни, предмети меблів і побуту, які використовуються в сексуальних іграх. Найбільш популярні і часто використовувані в сексуально-еротичного іграх предмети — вібратори, масажери та стимулятори: клітора, сосків, вульви, вагіни, ануса, пеніса, простати чи інших ерогенних зон; замінники пеніса, вагіни, ануса у вигляді копій людських геніталій. До секс-іграшок не належать засоби безпечного сексу (презервативи та контрацептиви, що запобігають вагітності), а також порнографія.
Сексуальні іграшки допомагають досягти сексуального задоволення парам в будь-якому віці, особливо при сексуальних проблемах або психологічній скутості партнерів(-ок), і можуть бути прелюдією, частиною процесу та повноцінною сексуальною активністю. Також секс-іграшки використовуються соло-сексу, як-от мастурбація, кіберсекс, стосунки на відстані. Лікарі рекомендують вібратори жінкам, які мають труднощі в досягненні оргазму при вагінальному сексі та стимуляції голівки клітора, а також чоловікам при еректильній дисфункції.

## Історія
Людство з доісторичних використовувало для збудження і еротичних розваг іграшки. Спочатку для цього використовували предмети навколишнього світу на кшталт овочів, фруктів, шліфованих каменів.

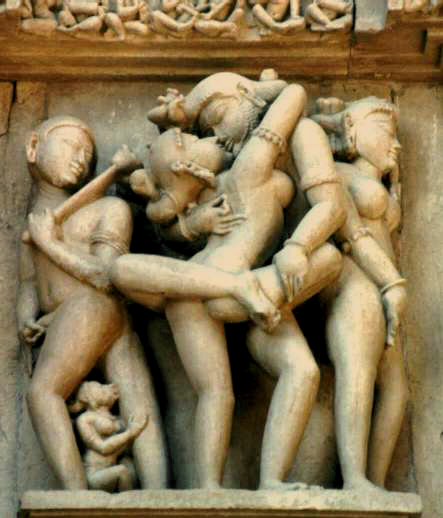
Скульптурні зображення храму любові, Індія. Чоловік скраю тримає в руці фалоімітатор

Жрецькими символами і традиційними предметами релігійних культів храмів любові в стародавній Індії були сексуальні іграшки. Відомо про використання штучних фалосів в Римі та Греції. Стародавні єгиптяни 2500 років тому використовували штучний пеніс.

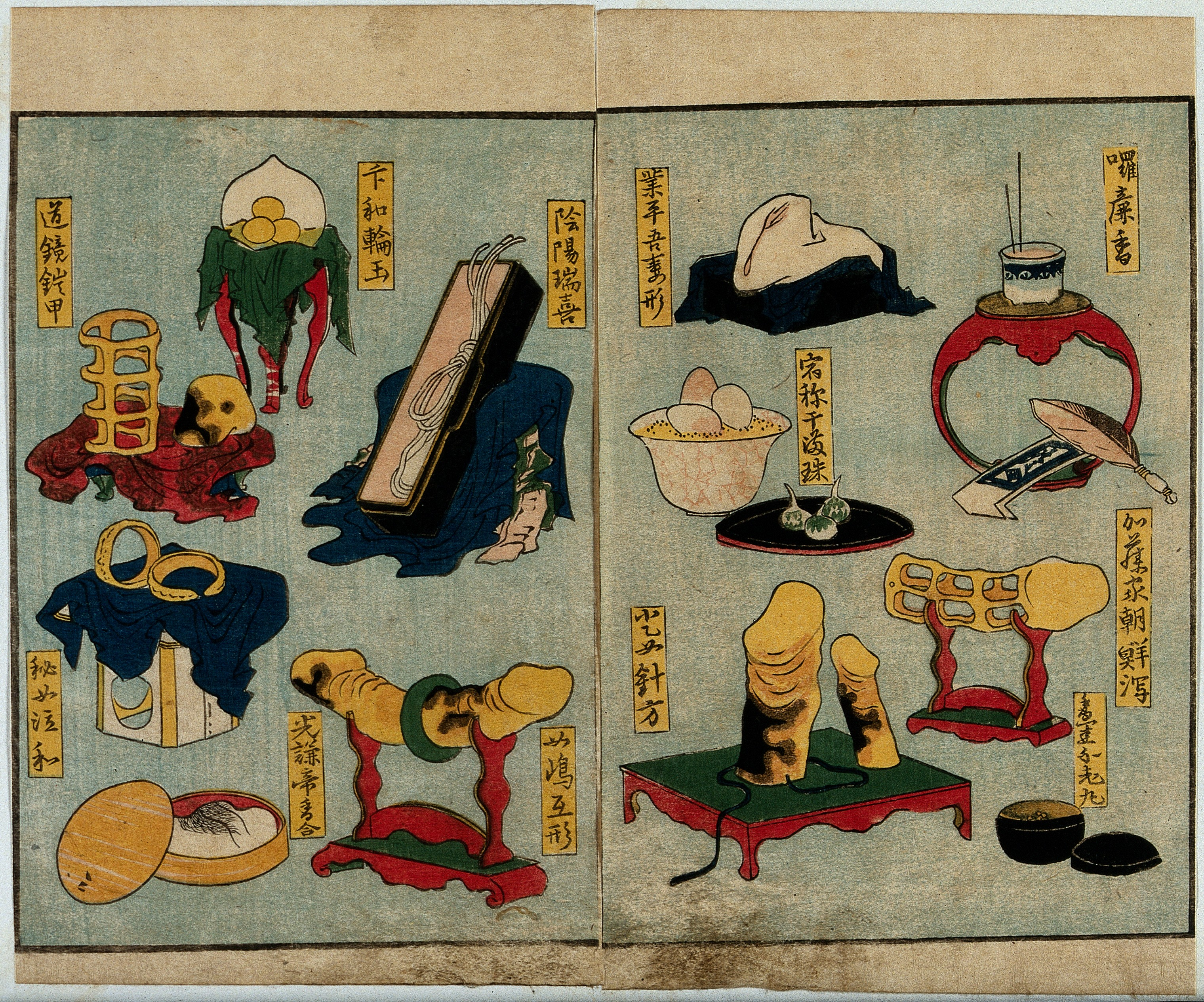
Різні секс-іграшки, біля 1830

Німецькі археологи виставили на огляд найдавніший фалос у світі: його вік оцінюють приблизно в 28 тис. років. Його виявили в печері Hohle Fels («Порожня скеля») на південному заході Німеччини. Його довжина становить 19,2 см, ширина — близько 4 см, а вага — 280 г. Пеніс виточений з каменю з дуже добре відполірованою поверхнею. Такого стародавнього зображення чоловічих геніталій в Європі ще не знаходили. Очевидно, заявили вчені, скульптура належала неандертальцю, що жив в печерах на південному заході сучасної Німеччини. За їх словами, кам'яний пеніс міг служити сексуальною іграшкою.
Ідею вібратора приписують мельничихам, які сідали на вібруючі ручки борошномельних машин. У «Музеї сексу» Нью-Йорка (США) серед безлічі унікальних експонатів демонструється механічний табурет-вібратор. В ХІХ столітті вібратори офіційно винайшли і ввели в обіг спочатку як несексуальні прилади для «лікування» жінок з застарілим діагнозом «істерія» (як лікування застосовували мастурбацію пацієнтці, тож прилад мав полегшити лікарям роботу). Після періоду офіційного поширення як оздоровчі прилади для дому у ХХ ст. вібратори маргіналізували через використання їх у порнографії.
Своєрідні секс-іграшки є й у тваринному світі: об гладкі камені-валуни або відполіровані часом колоди тварини труться, мітячи територію. Білки нерідко отримують задоволення на товстому ізольованому кабелі, пригрітому сонцем. У зоопарках такими стають годівниці, автомобільні покришки, залишені для забави великим тваринам. В основному сексуальними іграшками користуються самотні тварини зоопарків, але іноді, хоча і рідко, такими іграми можуть скористатися і пари.

## Різновиди
Сучасні вібратори та фалоімітатори набагато досконаліші від прототипів. Каталог сучасних допоміжних сексуальних засобів для дорослих, продаваних у спеціалізованих магазинах, дуже розмаїтий: від різних типів вібраторів, кілець для пеніса, вагінальних кульок, ароматизованих масажних олій, пристосувань для мастурбації до еротичної білизни.

### Стимулятори клітора та вагіни

#### Вібратори

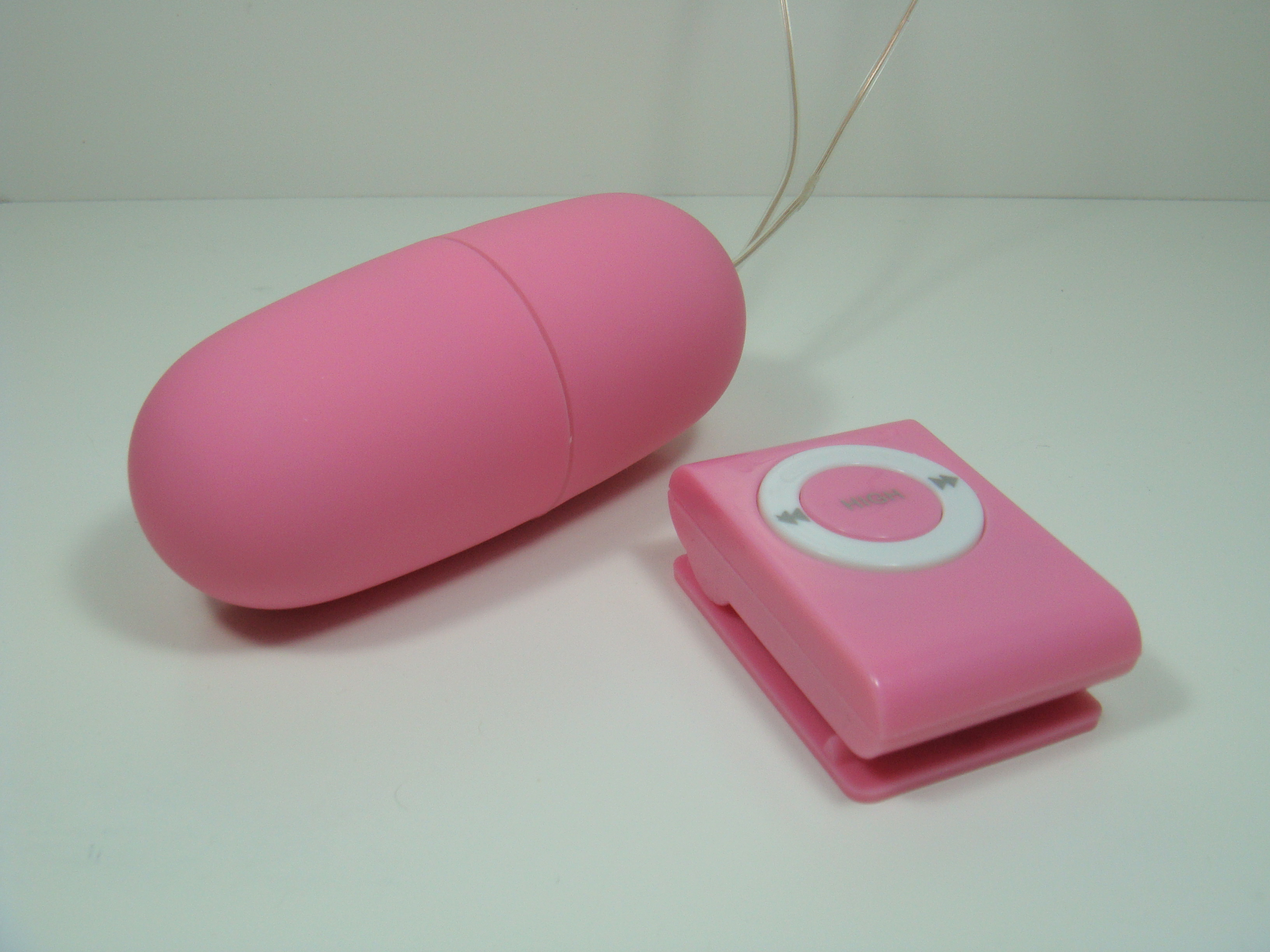
Вагінальне віброяйце з пультовим керуванням

Вібратор — електромеханічний масажер передовсім голівки та внутрішніх структур клітора, але поширений і для вагіни, сосків, вульви, простати, ануса. Працює від батарейок або шнура, з кнопками регуляції або пультом управління. Розмір мотора визначає кількість режимів вібрації (амплітуда, швидкість, патерни). Перші вібратори наслідували форму пеніса, сучасні бувають кобмінованими (для стимуляції кількох ерогенних зон одночасно, як вібратор-кролик: вагіна + голівка клітора) або універсальними (віброкуля). Частина вібраторів призначені для вагінального проникнення, частина тільки зовнішні, більшість комбіновані і дозволяють стимулювати різні зони.

Фізіологічна дія вібратора заснована на глибокій стимуляції структур клітора, вульви, вагіни та прилеглих органів незалежно від позиції, глибини проникнення і фрикцій (з допомогою вібрації). Вібратори для точки G мають вигнуту форму, за рахунок якої глибока стимуляція внутрішніх частин клітора.

Вібратори різних видів
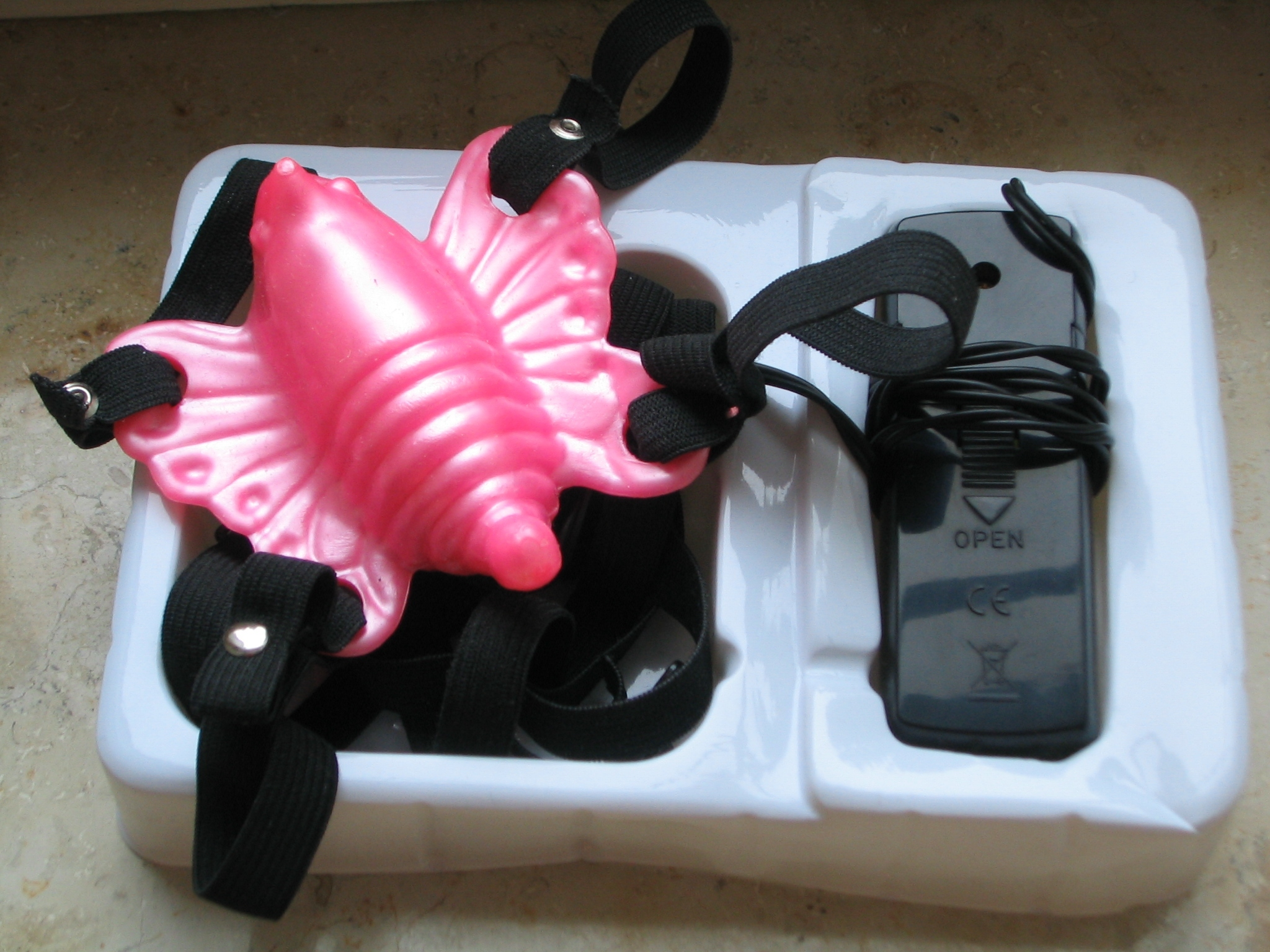
Кліторальний вібратор-метелик на лямках та з пультом
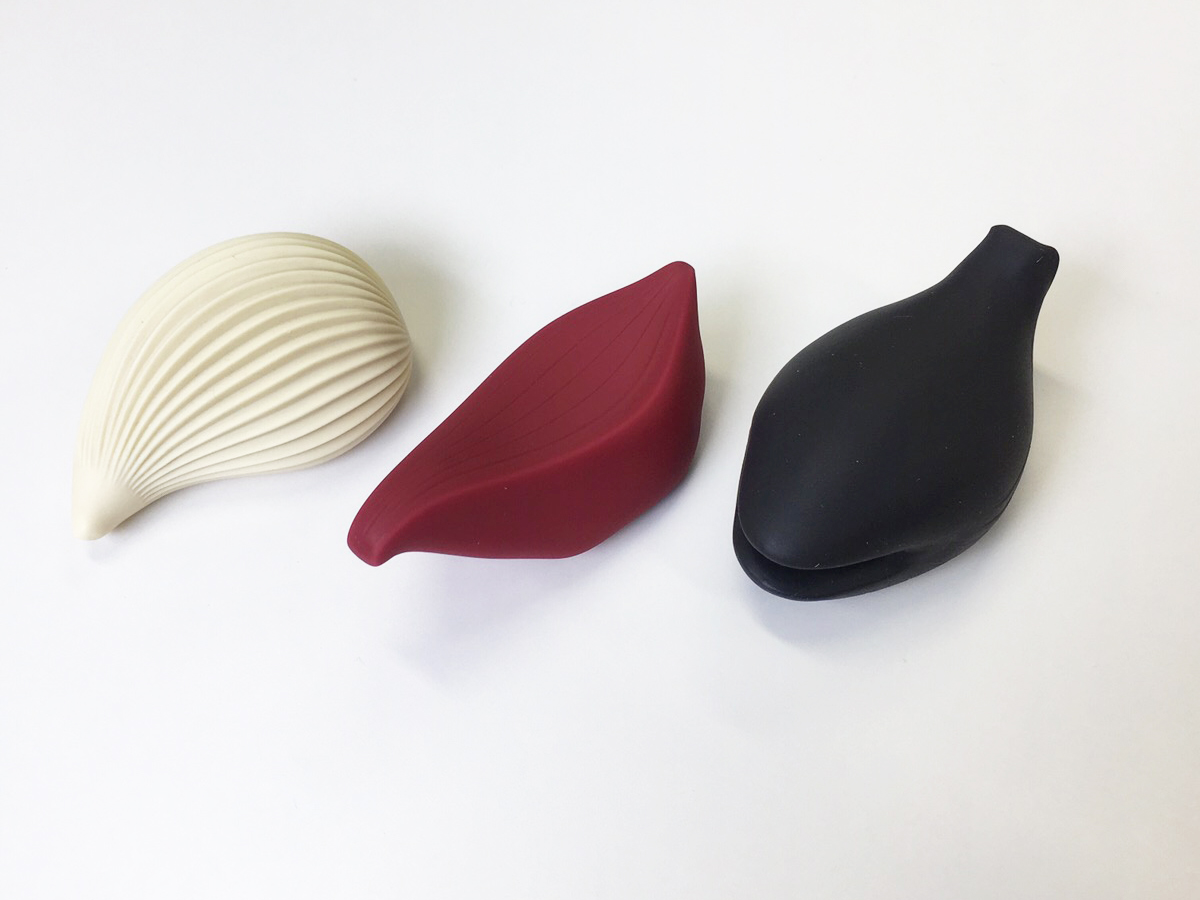
Вібратори японського виробництва
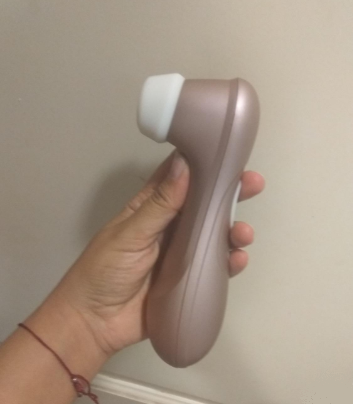
Вакуумний вібратор для клітора
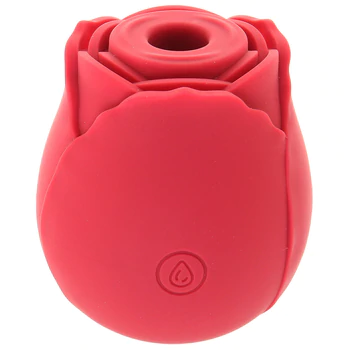
Вакуумний вібратор для клітора, стилізований під троянду
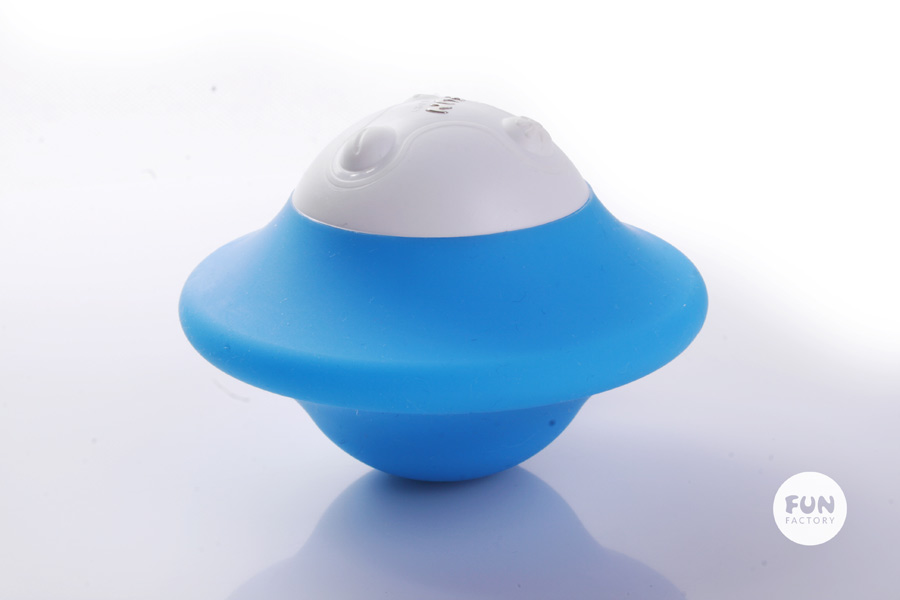
Міні-мастурбатор клітора та сосків
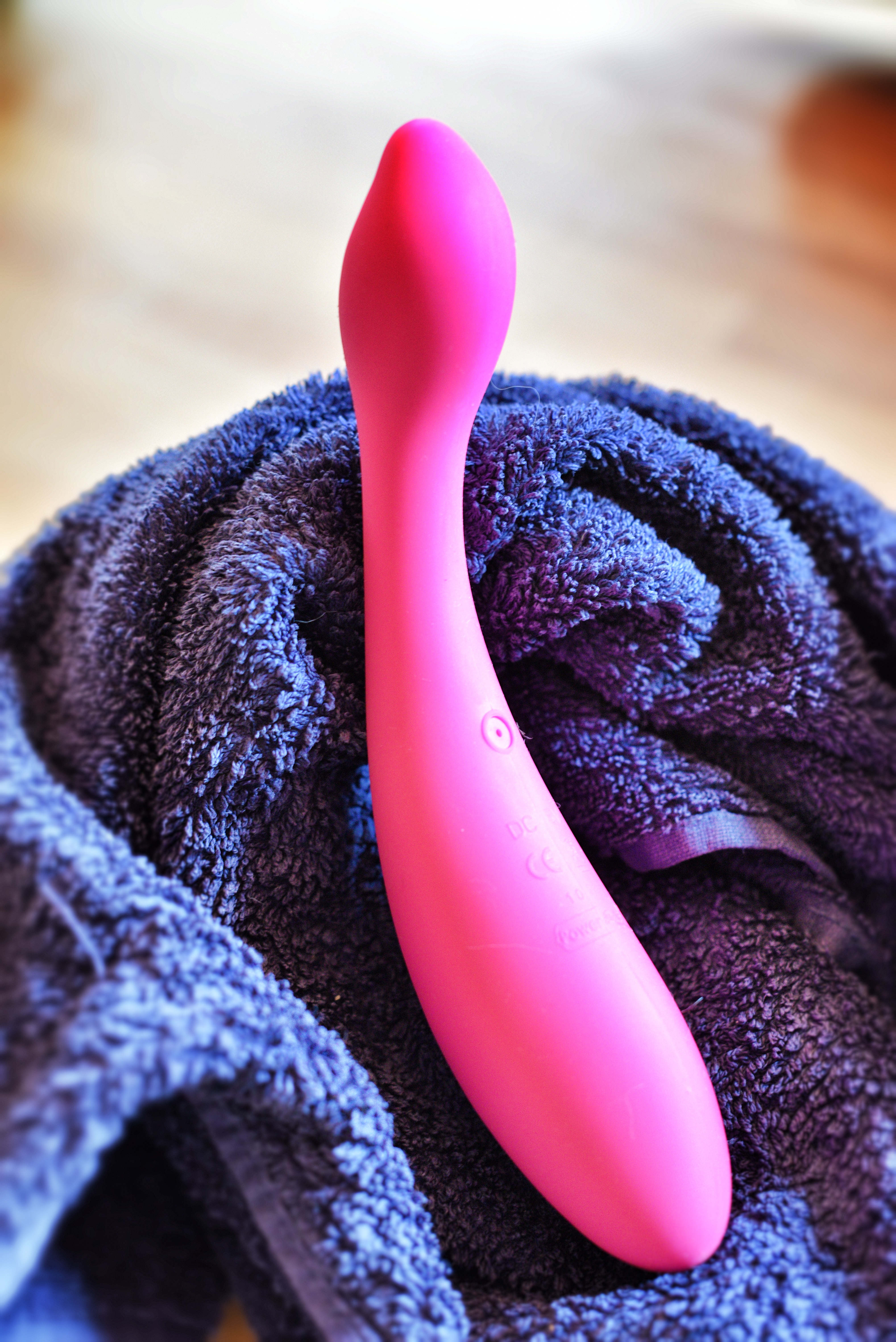
Вагінально-кліторальний вібратор "Мовчазний лебідь"
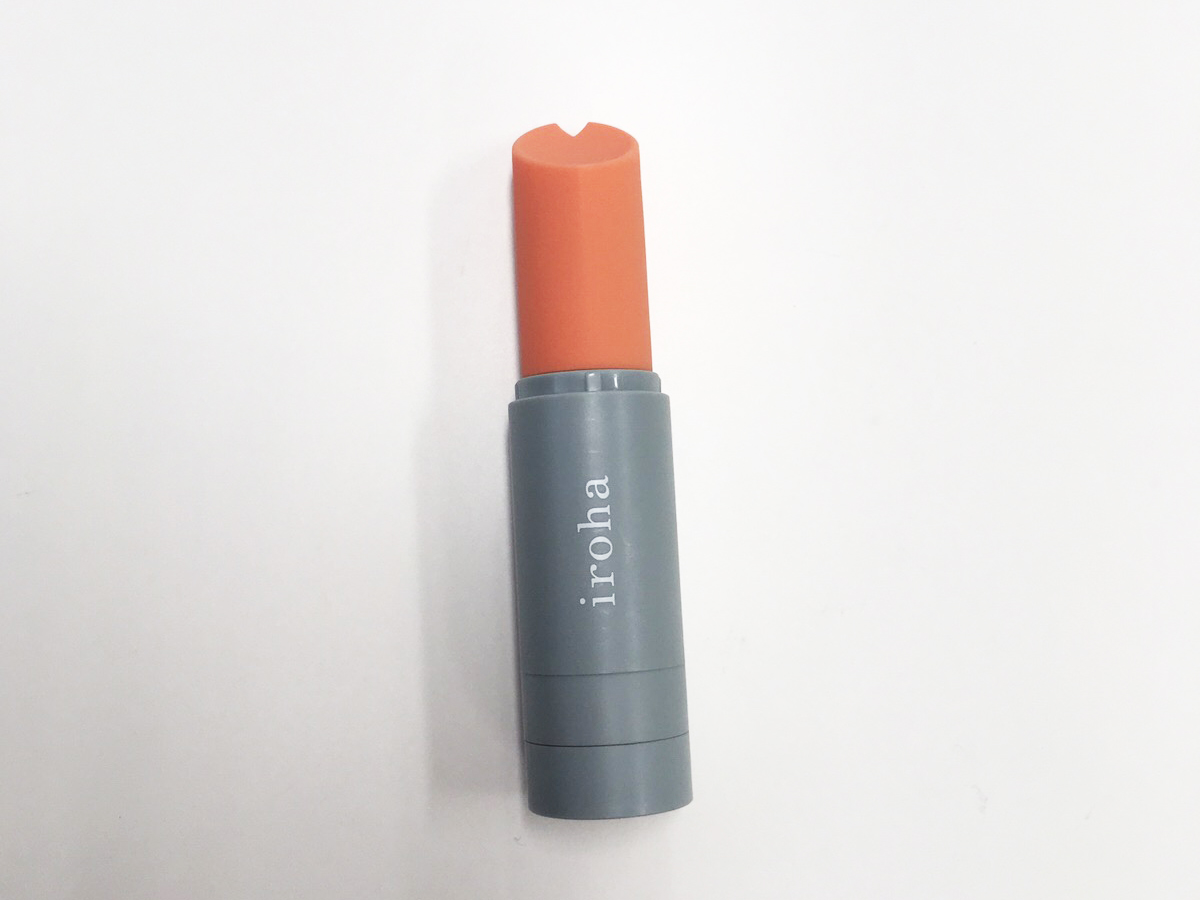
Анальний міні-вібратор, замаскований під губну помаду
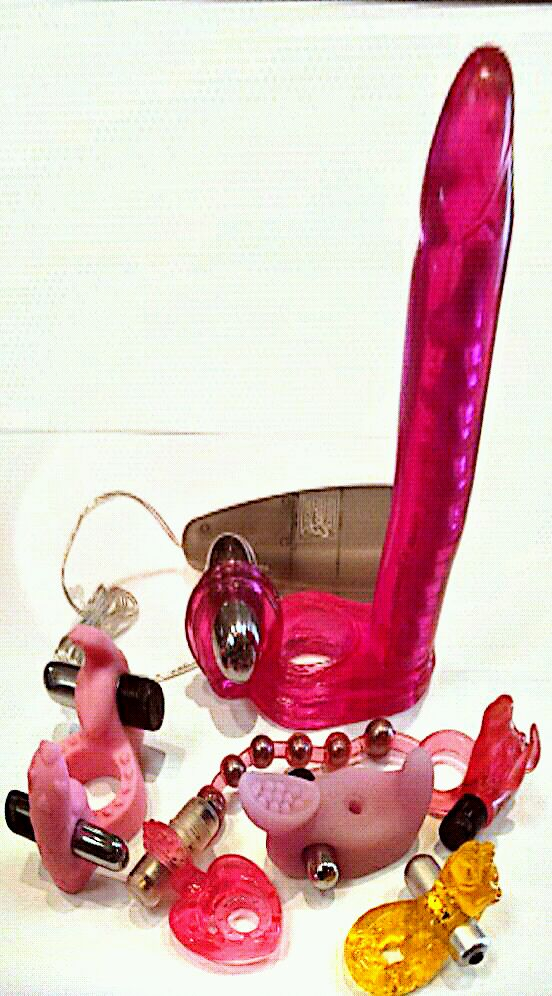
Віброкільця для клітора на пеніс
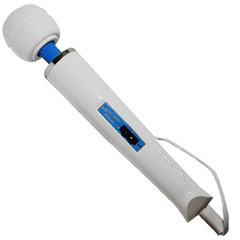
Класичний вібратор-масажер Magic Wand
Гнучкий універсальний вібратор

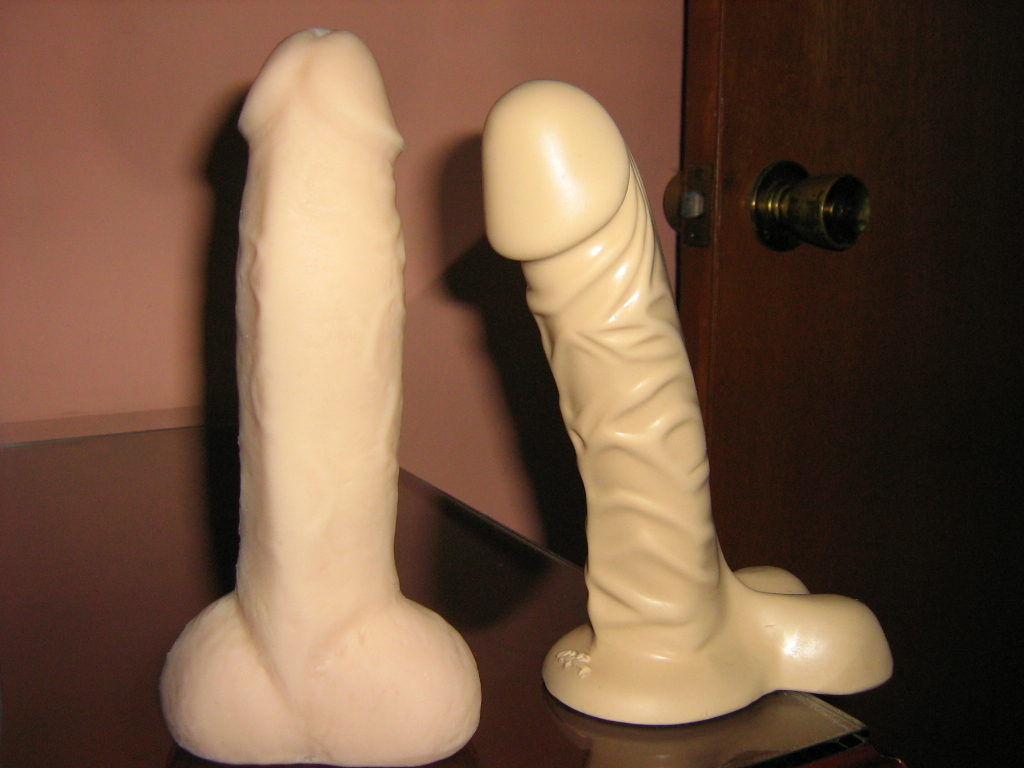
Реалістичні ділдо з мошонкою

#### Фалоімітатори
Фалоімітатор (ділдо) — довгастий виріб за розмірами середнього ерегованого пеніса або довільними. Застосовується при вагінальному сексі (зокрема, лесбійському), мастурбації, а також анальному сексі. Існує велика різноманітність моделей фалоімітаторів, що відрізняються за кольором, розмірами, формою, функціями, матеріалом. Поширені комбіновані фалоімітатори-вібратори, подвійні фалоімітатори для кількох партнерок(-ів) (fouble dildo). Бувають як реалістичні, так і максимально віддалені від пеніса (наприклад, як з імітацією мошонки, так і без). Багато фалоімітаторів оснащені вібрацією, тобто вагінальні вібратори належать і до класу фалоімітаторів.

Різні види фалоімітаторів
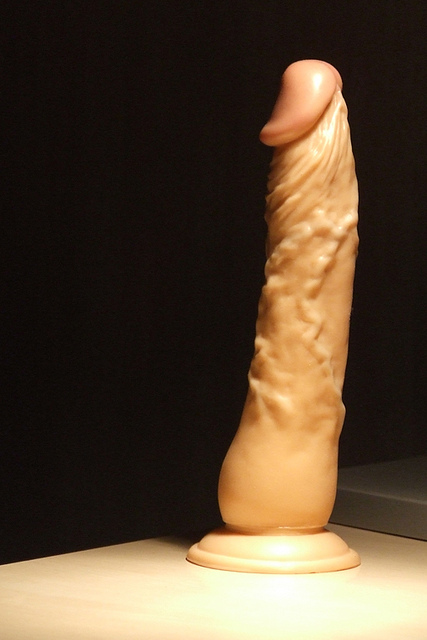
Реалістичний ділдо на присосці
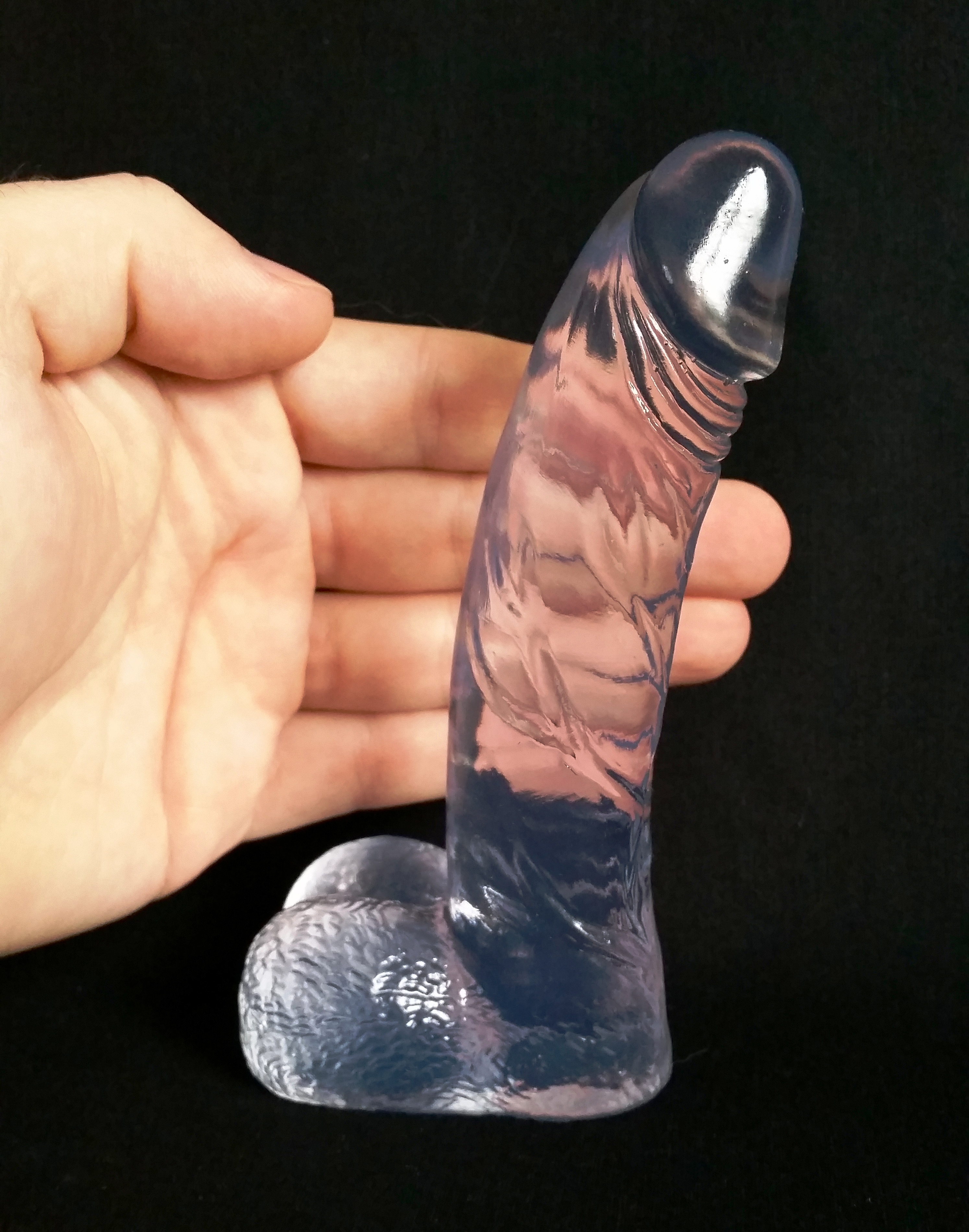
Желейний ділдо
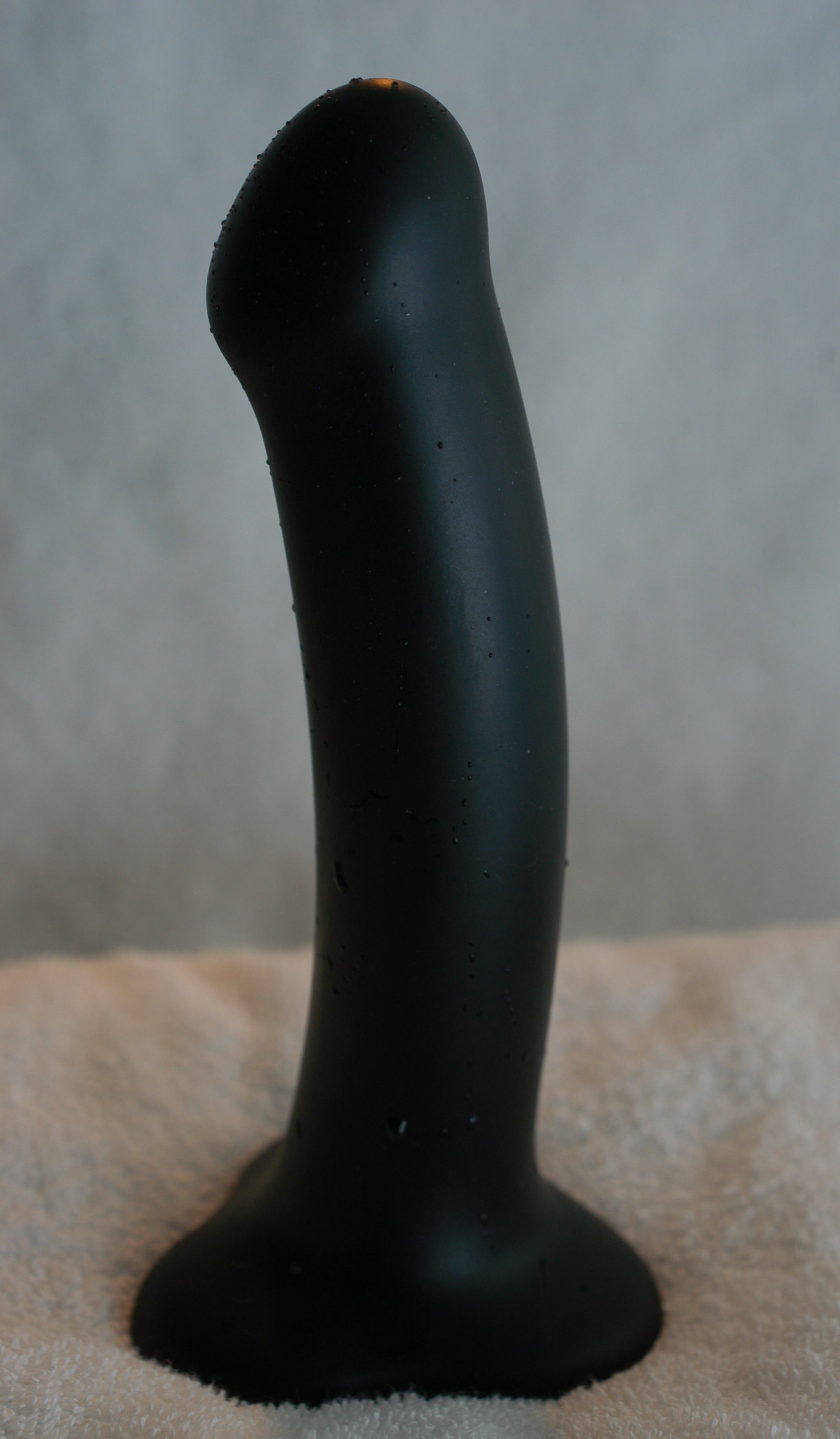
Силіконовий ділдо
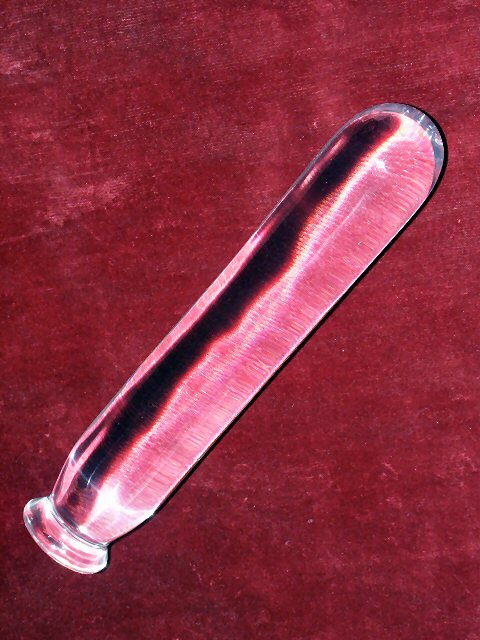
Акриловаий ділдо без вібрації
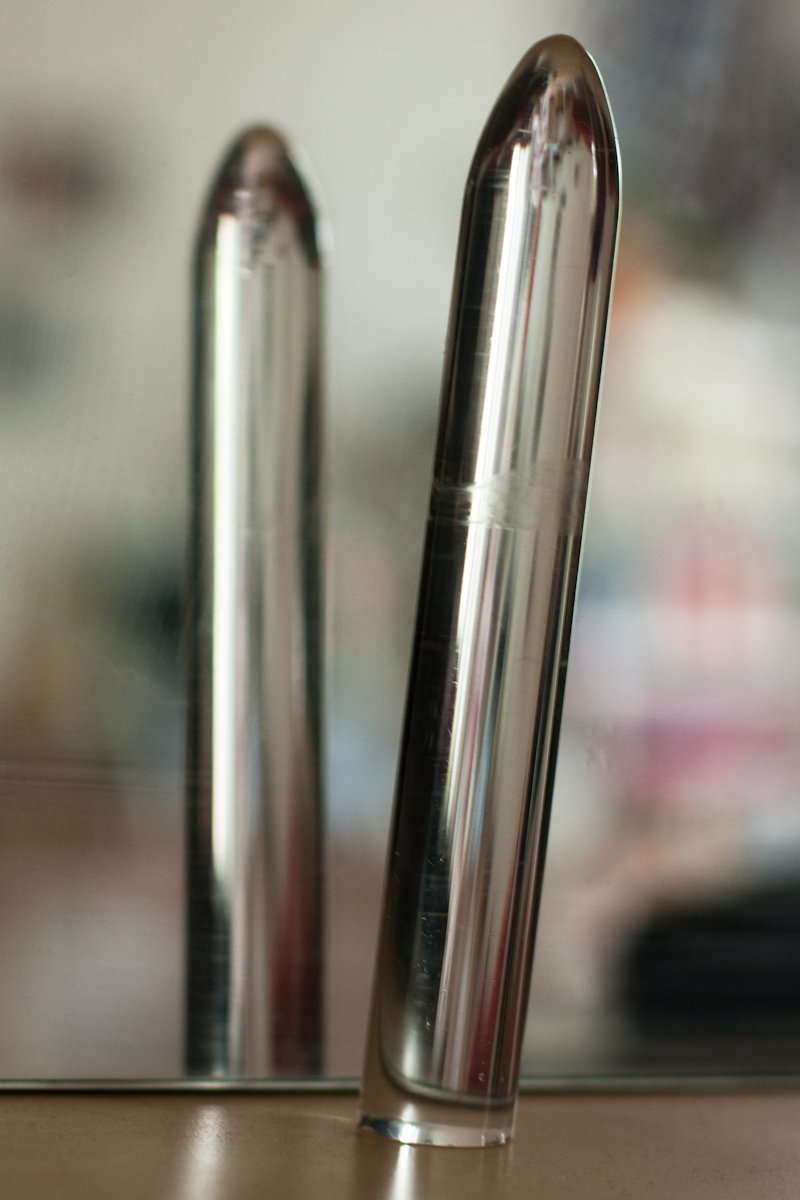
Металевий ділдо
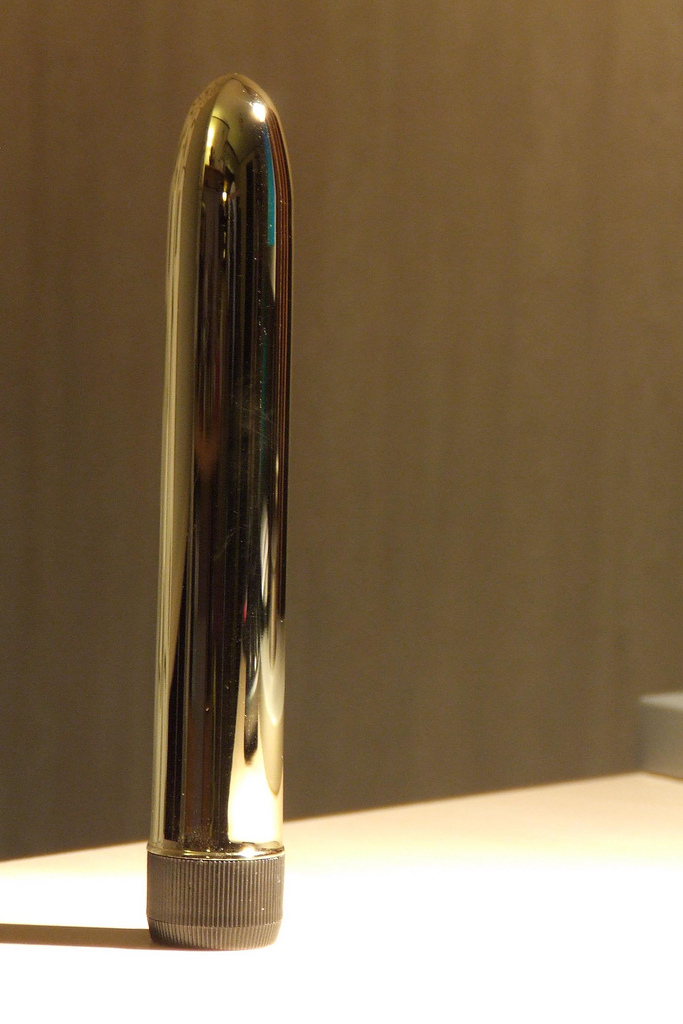
Ділдо-вібратор з автономним живленням
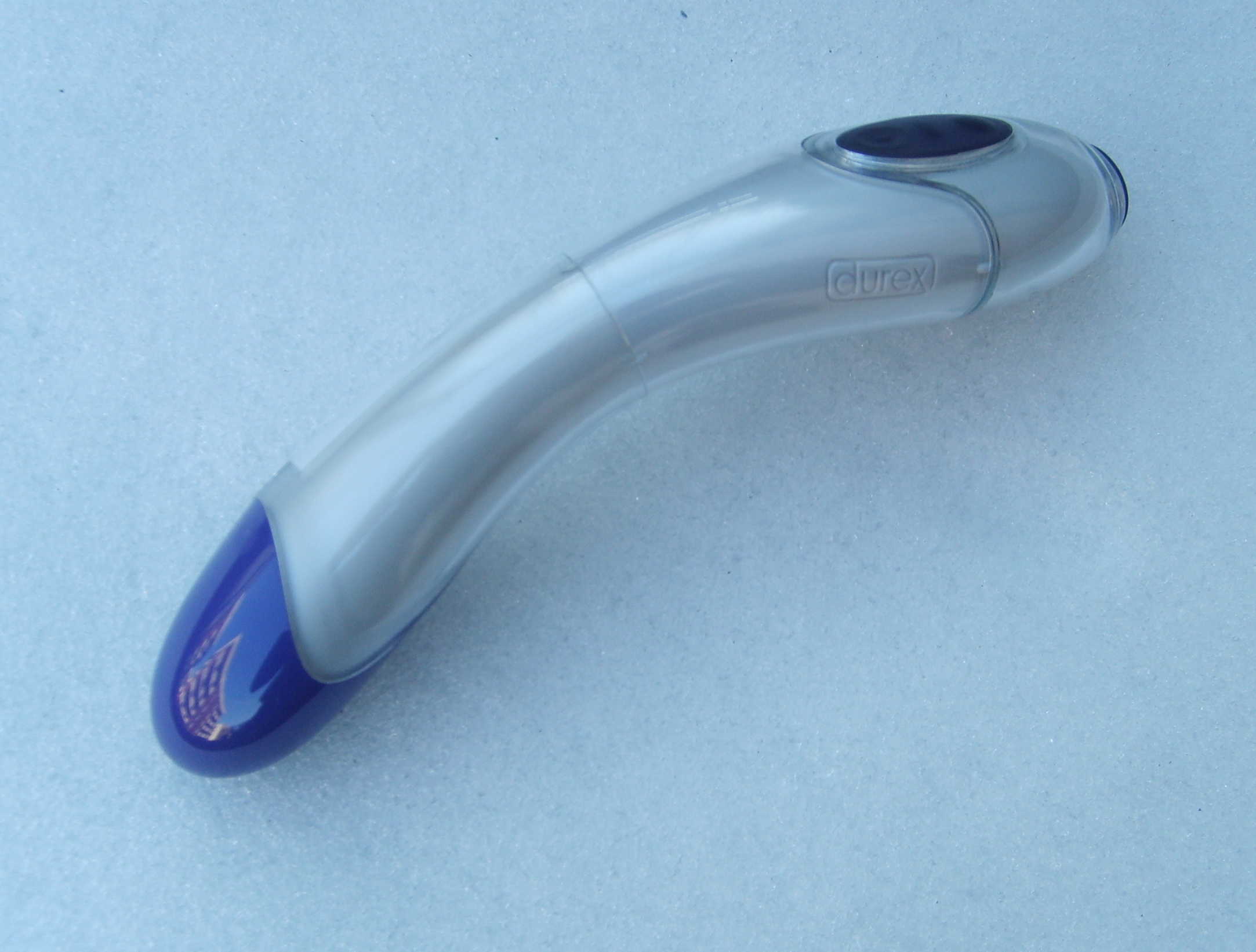
Вагінальний вібратор для стимуляції тіла клітора
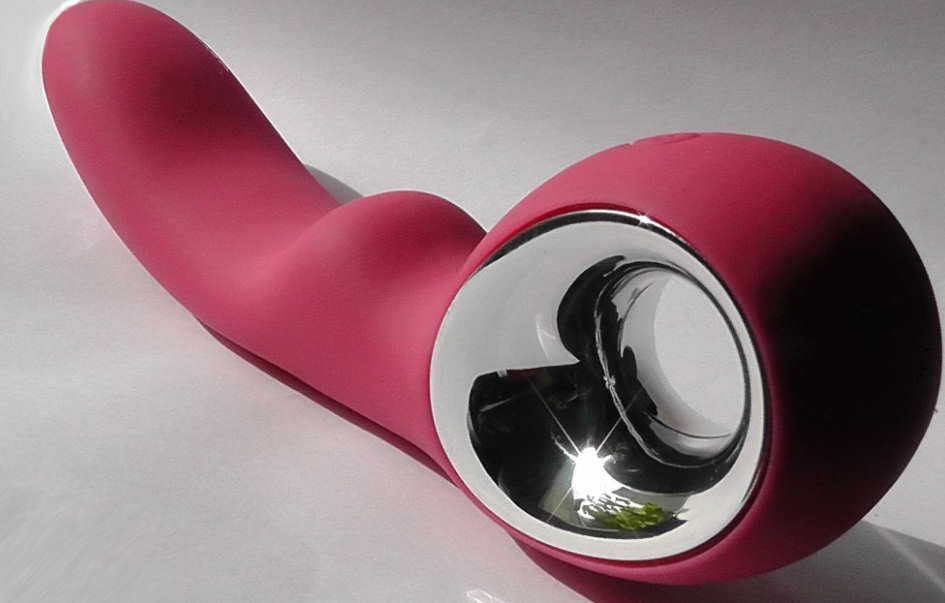
Вагінальний VIP вібратор зі стимуляцією клітора і ручкою
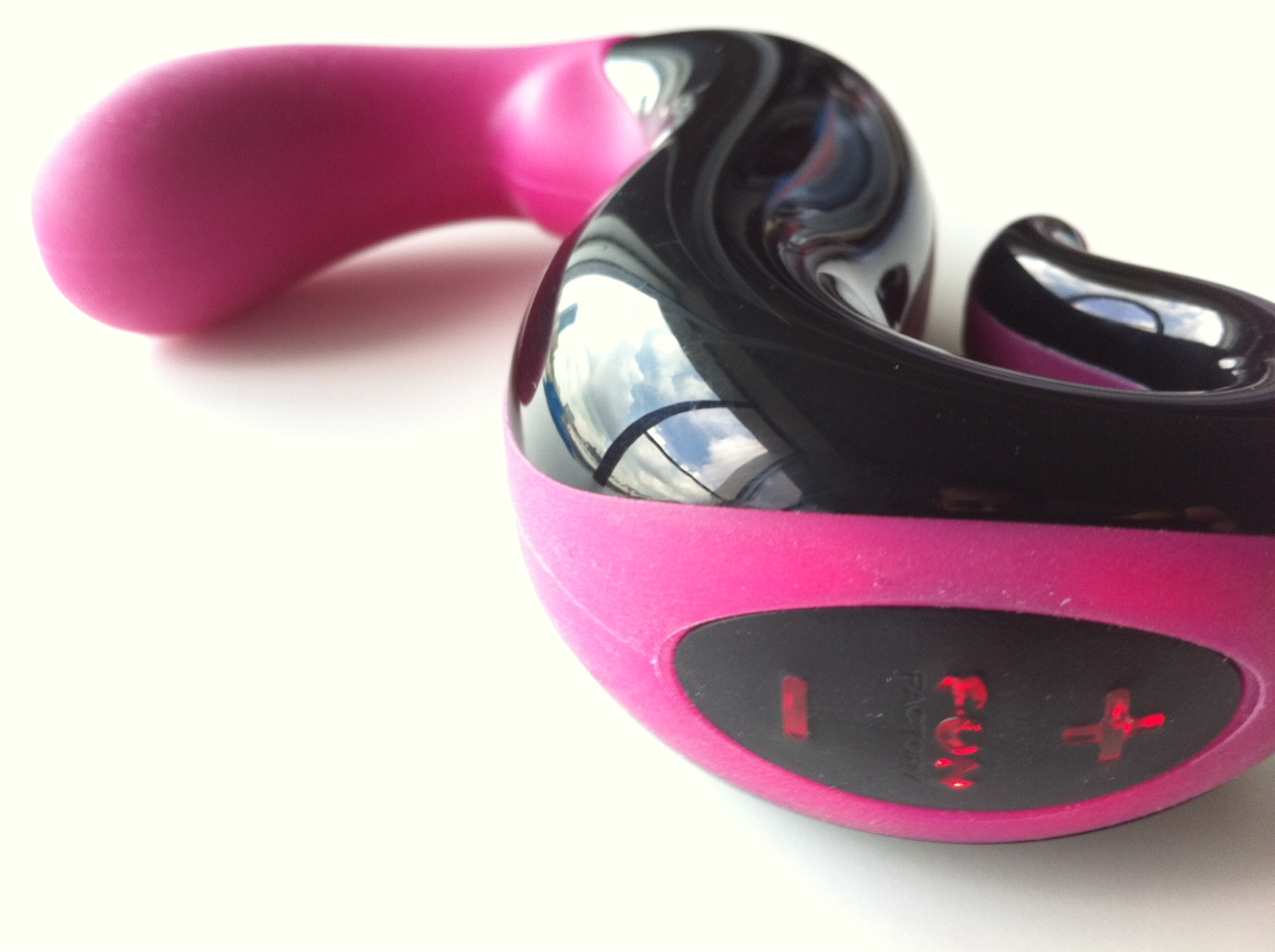
Потужний вагінальний вібратор
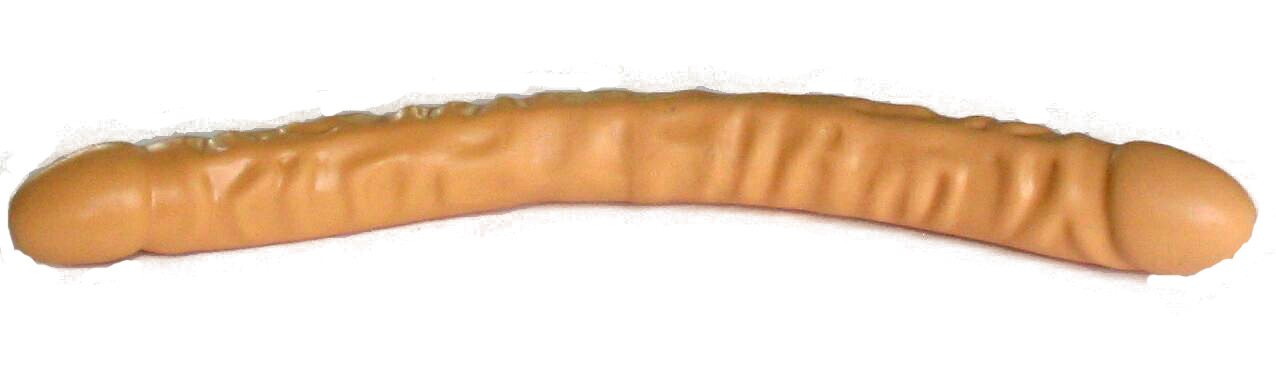
Double Dildo з латексу

#### Страпони
Страпон — фалоімітатор, прикріплений до трусиків-ремінців або прикріплений іншим чином. Використовується в лесбійській сексуальній практиці.
Вакуумна помпа — пристрій, дія якого заснована на відкачуванні повітря із зони її дії. Вакуумний масаж сприяє ерекції за рахунок стимуляції печеристих тіл клітора, а також підвищує чутливість і активність. Вакуумні помпи поділяються на кліторальні (вібратори-присоски побудовані на цьому принципі дії) і соскові (грудні масажери).

### Анальні стимулятори

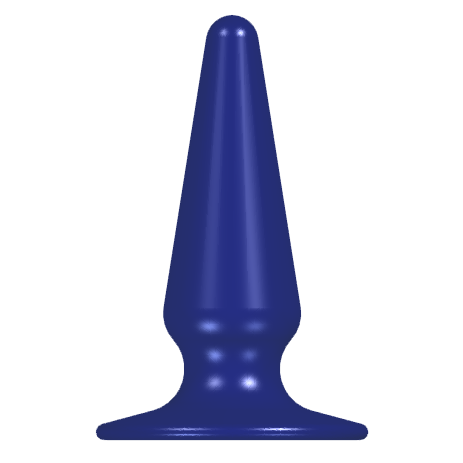
Анальна пробка

Анальна пробка — фалоімітатор, призначений для введення в анальний отвір. Служить для стимуляції анусу, розслаблення перед анальним сексом або для звуження вагіни. Останнє може використовуватися як для жінок з широкою вагіною (наприклад, коли вагінальні м'язи ослаблені після пологів), так і просто для посилення відчуттів під час сексу. Існують декоровані анальні пробки, (наприклад, у формі лисячого хвоста або хвоста кролика).

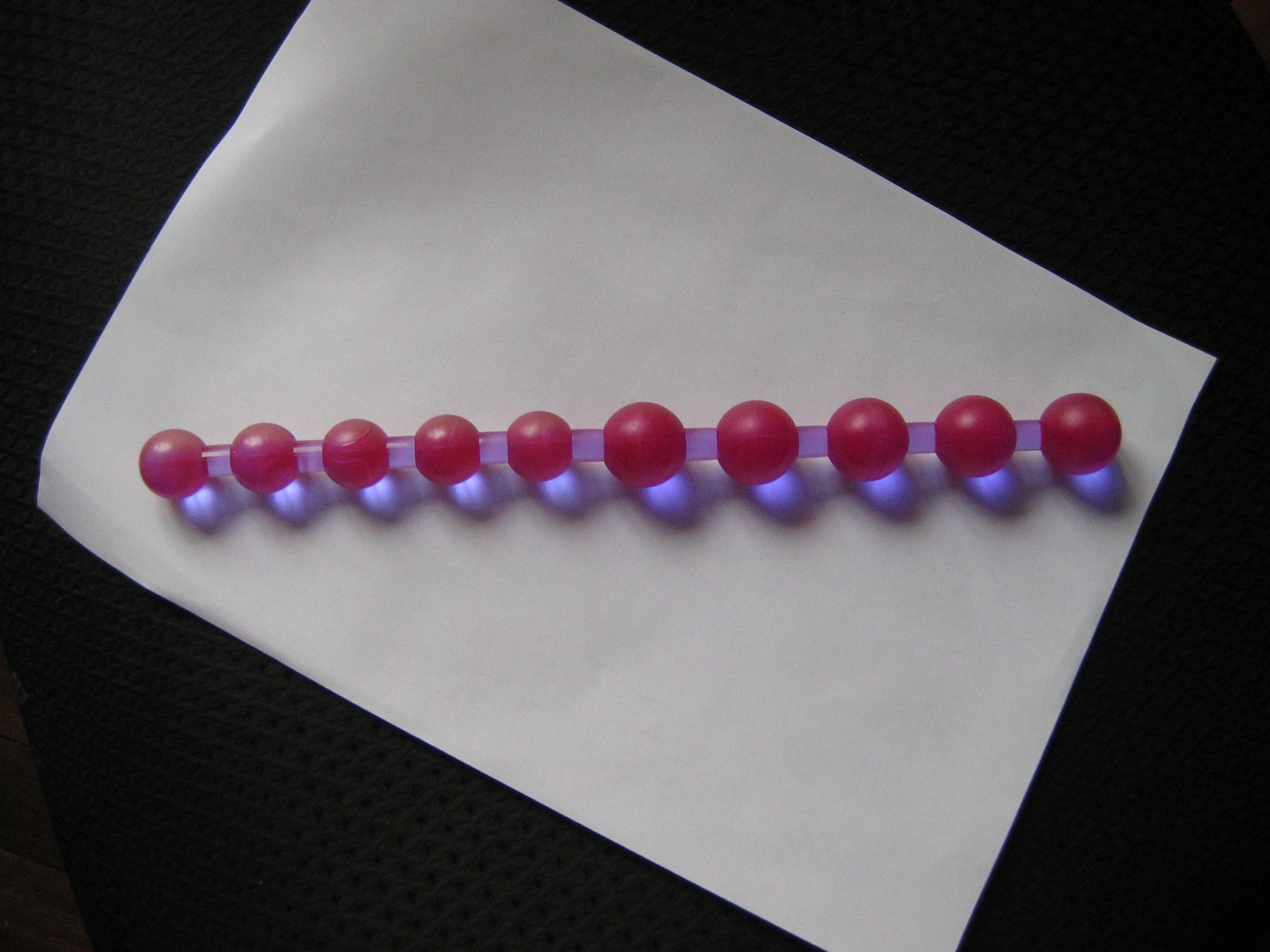
Двосторонній анальний ланцюжок

Анальний ланцюжок — сексуальна іграшка для стимуляції анусу. Являє собою кілька кульок, з'єднаних послідовно між собою жорсткими або гнучкими перемичками, і вводиться в анус по черзі.
Анальні кульки — відрізняються від вагінальних тим, що поміщаються в анальний отвір. Ці кульки зазвичай мають менший діаметр, ніж вагінальні. Існують також комбіновані кульки, які можуть бути використані як для вагіни, так і для ануса.
Масажер простати — вібратор для масажу простати вигнутої форми. Застосовувати масажер рекомендують не тільки за призначенням лікаря, але і для профілактики простатиту.

### Стимулятори пеніса

#### Штучні вагіна й анус

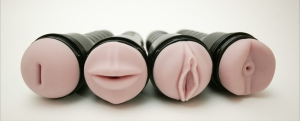
Мастурбатор: рот, вагіна, анус.

Штучна вагіна — сексуальна іграшка, що служить для стимуляції статевого члена. За формою виготовляється схожою на жіночі статеві органи. Штучні вагіни виготовляються з м'яких, еластичних матеріалів, іноді доповнюють вібратором, нагрівачем, відсіком для додавання мастила. Все це робиться для створення максимально реалістичної моделі вагіни.
Штучний анус — сексуальна іграшка, що моделює анус, подібно штучної вагіни виготовляється з м'яких еластичних матеріалів. Зустрічаються комбіновані вагіна й анус.

#### Вагінальні кульки

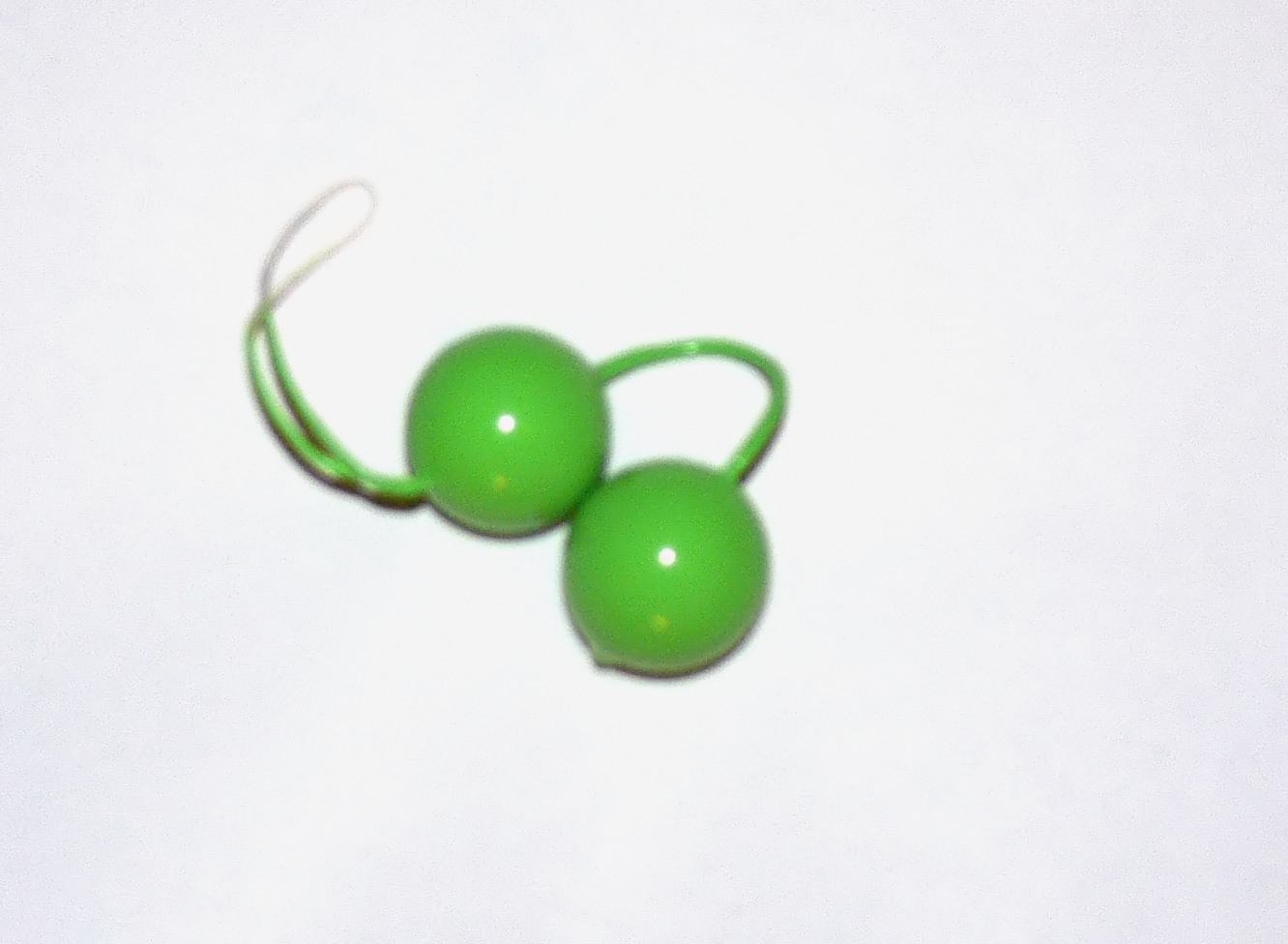
Вагінальні кульки

Вагінальні кульки — сексуальні іграшки для зміцнення й розвитку м'язів тазового дна (актуально після пологів) та додаткового збудження. Невеликого розміру кульки, як правило, з пластику, поміщаються у вагіну. Іноді кульки доповнюють механізмом вібрації. На відміну від більшості іграшок, можна використовувати не тільки в інтимній обстановці.

#### Кільця та насадки

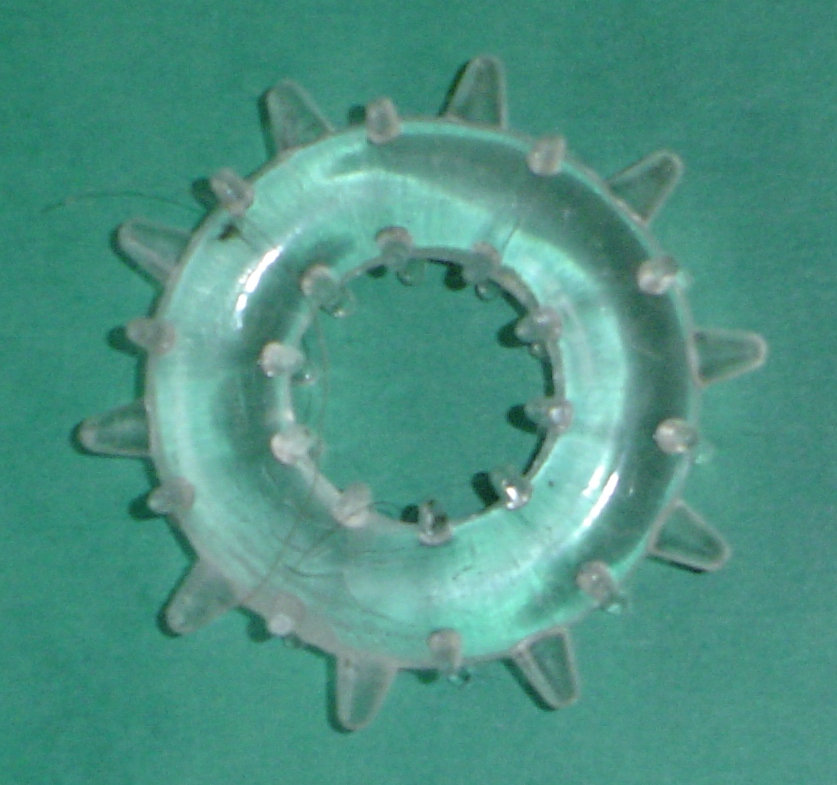
Кільце-насадка на пеніс

Насадки на статевий член служать для додаткової стимуляції стінок вагіни та клітора, що прискорює настання оргазму в жінки.
Ерекційні кільця застосовуються для підтримки стану ерекції у чоловіків зі статевою дисфункцією. Їх дія заснована на запобіганні швидкого відтоку крові за рахунок щільного обхвату основи статевого члена. Ерекційні кільця виготовляються з силікону, існують варіанти зі стимулятором клітора у вигляді м'якої шишечки. Один з різновидів — насадка на статевий член для додаткової стимуляції передвагінальної зони та ділянки клітора жінки.

### Інше

#### Секс-ляльки
Секс-ляльки — іграшки, що імітують статевого партнера. В більшості своїй, ляльки імітують жіноче тіло, але зустрічаються і зразки, що імітують тіло чоловіка. Ляльки виготовляються з м'якого, еластичного матеріалу, як правило, це надувні іграшки з латексу або поліетилену. Існують різновиди з щільних синтетичних піноматеріалів. Ляльки мають отвори і поглиблення та зволоження імітують вагіну, анус і рот (ляльки для жінок мають прикріплений фалоімітатор). Можуть комплектуватися додатковими вібростимуляторами, обігрівачами (для нагрівання ляльки до температури близької до температури людського тіла), пристроями виділення мастила.
Ляльки можуть використовуватися як для мастурбації, так і для сексу.

### Вакуумні помпи
Вакуумна помпа — пристрій, дія якого заснована на відкачуванні повітря із зони її дії. Вакуумний масаж сприяє ерекції за рахунок стимуляції печеристих тіл пеніса, а також підвищує чутливість і активність, а часто і позбавляє від імпотенції. Вважається, що історія створення вакуумних помп пов'язана з появою ерекції у льотчиків при підйомі літаків на велику висоту, де тиск значно нижче, ніж на поверхні землі.

### Садо-мазо атрибутика
До садо-мазо атрибутики зараховують предмети, що використовуються в БДСМ-практиці, такі як пристосування для скріплення (наручники, кляпи), знерухомлення (бондажу), бичування (батоги, хлисти, стеки), фетиш-атрибутику (маски).

### Еротична білизна

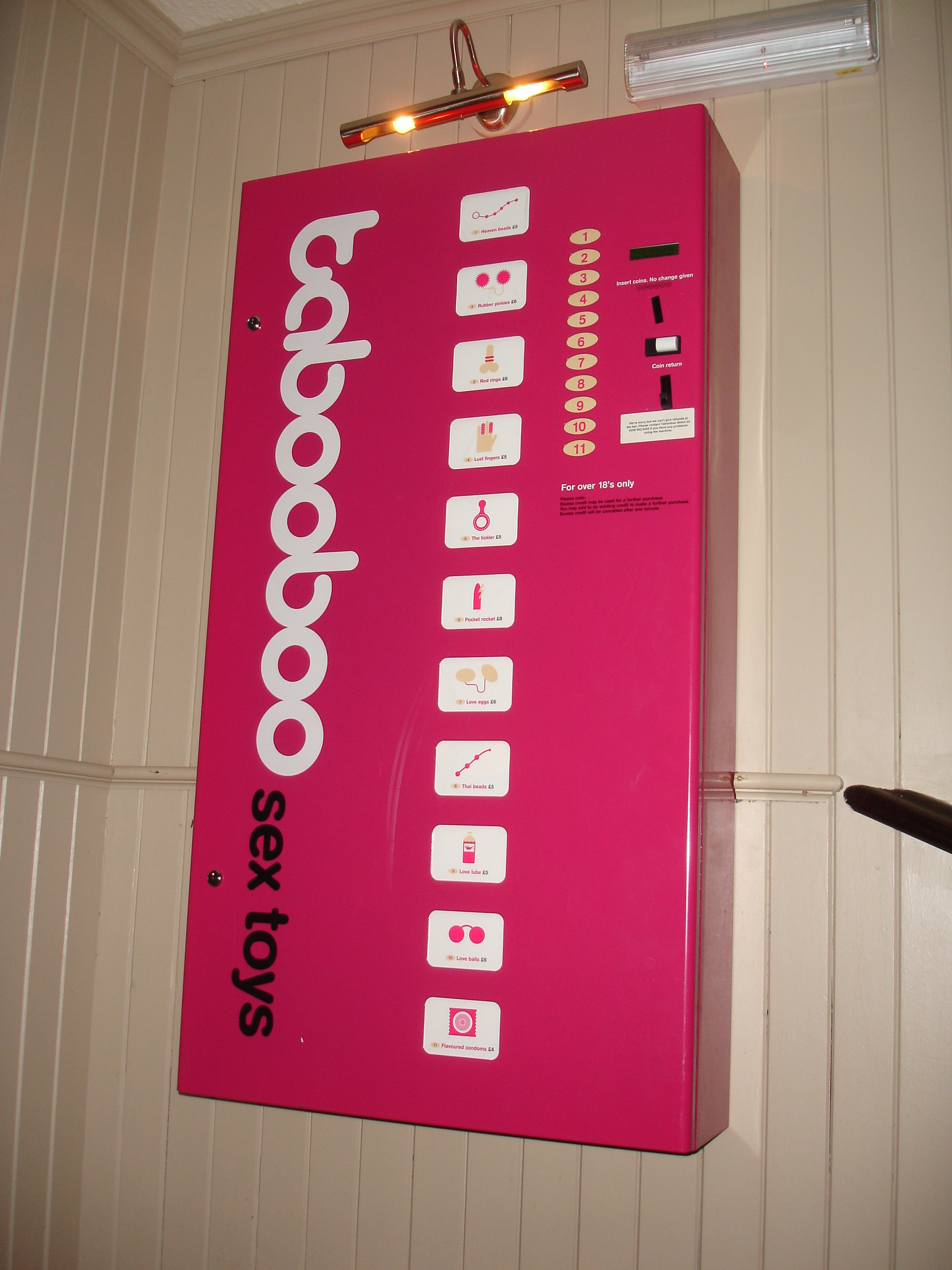
Торговий автомат для продажу сексуальних іграшок

Еротична білизна — це білизна, що служить для посилення збудження партнерів(-ок). Її дія заснована на тому, що часткове оголення може збуджувати більшою мірою, ніж повна нагота. Деякі види еротичної білизни виготовляються зі шкіри, шкірзамінника та латексу.

### Секс-меблі
Секс-меблі — пристрої, які допомагають займатися сексом в позиціях, не доступних при звичайних умовах, а також знизити навантаження на партнерів під час сексу. До секс-меблів залічують еротичні гойдалки, подушки спеціальної форми та ін.

### Секс-машини
Секс-машини — різні механічні пристрої різних розмірів, що мають двигуни, колеса, систему управління та інші особливості. Можуть бути як антропоморфними (роботи), так і не мати нічого спільного з людиною. Мають систему, яка містить фалоімітатор або вібратор, укріплену на рухомій платформі або штанзі. Можуть комплектуватися пристроями, що створюють зображення, видають звуки або грають музику та/або світломузику. Керування може бути як повністю автоматичним, так і виконуватися самою людиною, або здійснюватися партнером, у тому числі віддалено (див. кіберсекс).

## Використання в медицині
Вакуумні циліндри — помпи; штучні вагіни і пеніси, вібратори рекомендуються і медиками при порушеннях сексуальної функції.